# Університет Рейк'явіка
64°07′25″ пн. ш. 21°55′37″ зх. д. / 64.123611111111° пн. ш. 21.926944444444° зх. д.
Університет Рейк'явіка (RU; ісландська: Háskólinn í Reykjavík, вимовляється як [ˈhauːˌskouːlɪn iː ˈreiːcaˌviːk], літ. «Університет у Рейк'явіку») — найбільший приватний університет в Ісландії з приблизно 3300 студентами. Його заснували Торгова палата, Федерація ісландської промисловості та Конфедерація ісландських роботодавців.
Університет складається з семи академічних кафедр у двох школах. У Школі соціальних наук є: факультет права, факультет ділового адміністрування, факультет спортивних наук та факультет психології. У Технологічній школі є кафедра комп'ютерних наук, кафедра інженерії та кафедра прикладної інженерії. Університет двомовний (англійська та ісландська).